# Geranium wislizeni
Geranium wislizeni là một loài thực vật có hoa trong họ Mỏ hạc. Loài này được S.Watson mô tả khoa học đầu tiên năm 1886.